# بخش پراویدنس (شهرستان لوکاس، اوهایو)
بخش پراویدنس (به انگلیسی: Providence Township) یک منطقهٔ مسکونی در ایالات متحده آمریکا است که در شهرستان لوکاس، اوهایو واقع شده‌است.
 بخش پراویدنس ۶۸٫۸ کیلومتر مربع مساحت و ۳٬۳۶۱ نفر جمعیت دارد و ۲۰۱ متر بالاتر از سطح دریا واقع شده‌است.